# Alzórriz
Alzórriz (en euskera: Altzorritz) es una localidad española y un concejo de la Comunidad Foral de Navarra perteneciente al municipio de Unciti. Está situado en la Merindad de Sangüesa, en la Comarca de Aoiz. Su población en 2014 fue de 39 habitantes (INE). 

## Geografía
Se sitúa a 22'5 kilómetros de la capital de la Comunidad, Pamplona. Se puede llegar al lugar a través de la N-240 que une Pamplona con Huesca.

## Historia
Se cree que la localidad fue villa de señorío nobiliario aunque «en 1280 las pechas y collazos de Íñigo Almoravid (6 cahíces de trigo y otros 6 de cebada y avena) aparecen secuestrados por la corona.» También el Gran Priorato de Navarra de la Orden de San Juan de Jerusalén tenía tierras y collazos en este lugar desde el siglo XII, estando englobadas dentro de la encomienda de Cizur como lo prueban los 61 cahíces de trigo que desde 1320 pagaban los labradores del lugar, a modo de pecha, a la mencionada encomienda. Esta situación se mantuvo hasta la desamortización de mitades del siglo XIX.
También se tiene noticia de que la población tenía en el segundo tercio del siglo XIV quince fuegos censados, once de labradores y cuatro de hidalgos, más otro del sacerdote que atendía la parroquia de Nuestra Señora de la Candela.
También informa la Gran enciclopedia de Navarra de que en el siglo XVI los vecinos del lugar explotaban el término despoblado de Muguetajarra que en 1366 contaba «con un solo fuego labrador y en 1427 aparecía deshabitado.»
Sería el rey Carlos III, en 1416, quien cediera el patronato de la iglesa a la Real Colegiata de Santa María de Roncesvalles que ya disfrutaba de algunas heredades (piezas y viñas) en la localidad entre 1195-1286. Hasta 1851 será Roncesvalles quien nombre al párroco del lugar.
En el Diccionario de Madoz, de 1849, se le atribuyen 3.000 robadas de cultivo, de ellas 500 de segunda clase y 1.000 de tercera; entre las primeras se cuentan unas 20 de regadío, regadas con aguas de tres fuentes de las faldas del monte Izaga que también servían para impulsar el molino harinero que pertenecía a la Orden de San Juan.
En 1966 se llevó a cabo una concentración parcelaria que redujo el número de fincas. Cuenta además con 413 hectáreas de montes comunales.

## Arte y patrimonio arquitectónico
Entre su patrimonio artístico más relevante cabe destacar:
- Un «torreón de notables proporciones y sillar regular que presenta pares de aspilleras y una ventanita ladeada a media altura, geminada de arcos apuntados» como se describe en el Catálogo Monumental de Navarra y, anteriormente, en el Diccionario Geográfico Histórico de 1802 donde se menciona la existencia de «un elevado torreón con sus troneras, que indica haber sido castillo». Sin embargo, el especialista navarro Juan José Martinena, cuando lo estudio, indicaba que no había «constancia documental de que se tratase de un palacio. No figura como tal en ninguna de las relaciones que hemos manejado, y ni siquiera consta su escudo en el Libro de Armería de Navarra.»
- La iglesia parroquial de Nuestra Señora de la Candela, templo gótico, del siglo XIV, pudo haber sustituido uno anterior, de fábrica románica, aunque apenas hay vestigios de ello aunque haya referencias documentales; si acaso, encima de la actual portada se observa «el primitivo tímpano de la portada de la iglesia románica» empotrado a modo de ornamento. Sin duda es un elemento muy característico, semicircular, que presenta un crismón en su interior flanqueado por otros dos cŕiculos con diseños geométricos; todo el conjunto del tímpano está enmarcado «por una cenefa que presenta una sencilla decoración a primera vista formada por una cinta ondulada, pero en realidad constituida por un roleo de curvas abiertas del que parten los habituales trifolios.»[3]
- Aunque ya desaparecidas, Fernando Pérez Ollo menciona la existencia de varias ermitas, hasta 4. A saber: San Gregorio, San Martín, Nuestra Señora de los Remedios y San Pedro. Y menciona que «en julio de 1799 el obispo mandó que la de San Gregorio "se acabe de demoler y que la piedra se aplique a la reedificación" de la segunda, que "halló profanada" y en la que ordenó poner "puerta con llave"».

## Actividades de interés
Es muy frecuente entre los visitantes de este pueblo el ascenso a la Peña de Izaga, ya que este pueblo se encuentra a pie de dicho monte. Desde él que comienza una senda que finalmente llega a la cima de este, pasando por la Ermita de San Miguel. 

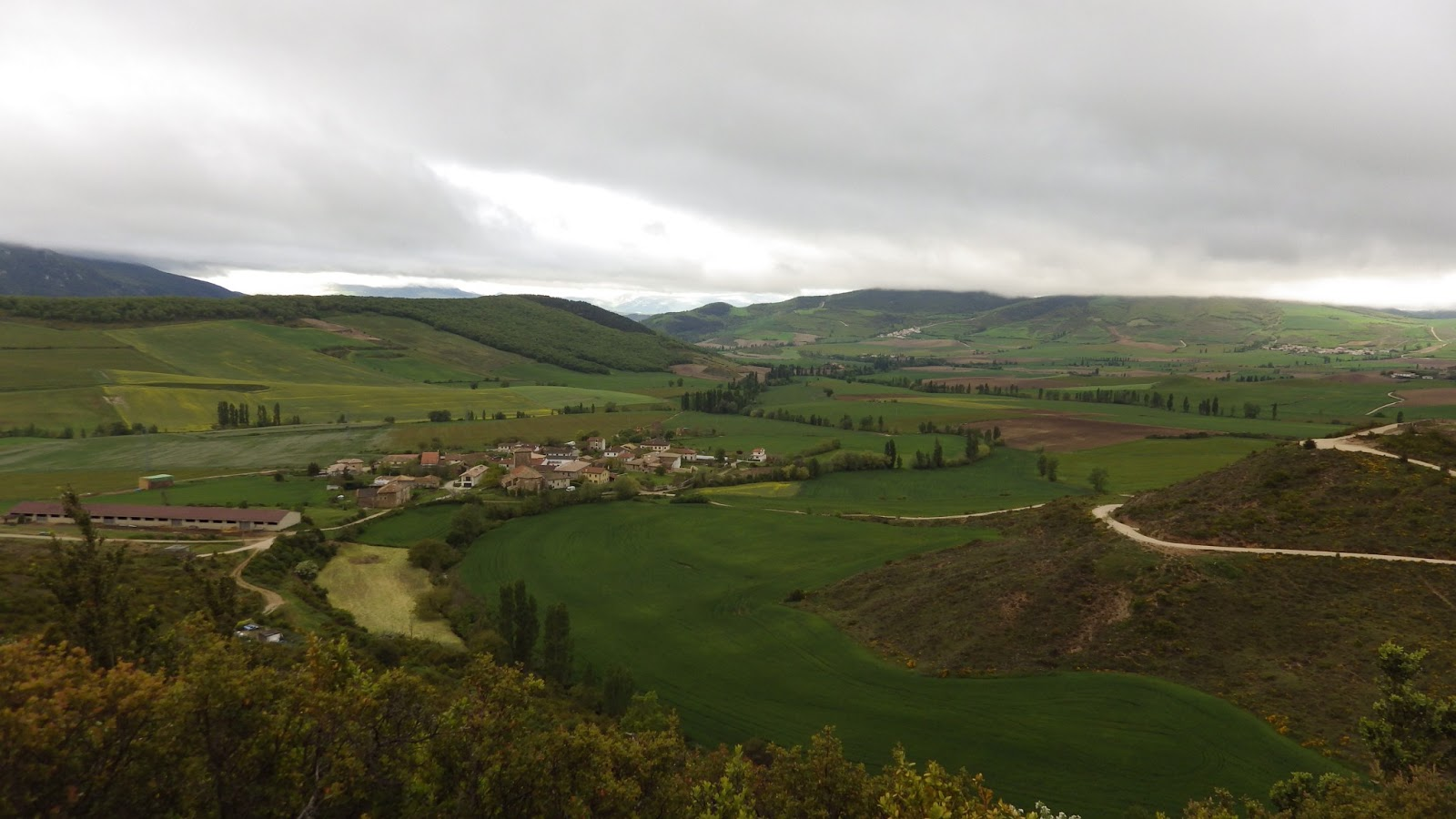
Vistas de Alzórriz desde la subida a Izaga

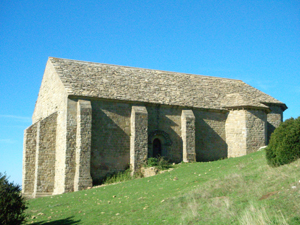
Imagen de la Ermita de San Miguel

## Evolución demográfica
Evolución de la población en Alzórriz el siglo XVIII hasta su población actual de 39 habitantes en 2014:
| Evolución de la población de Alzórriz desde 1786 hasta 2014 |
|                                                             |